# فكر حر

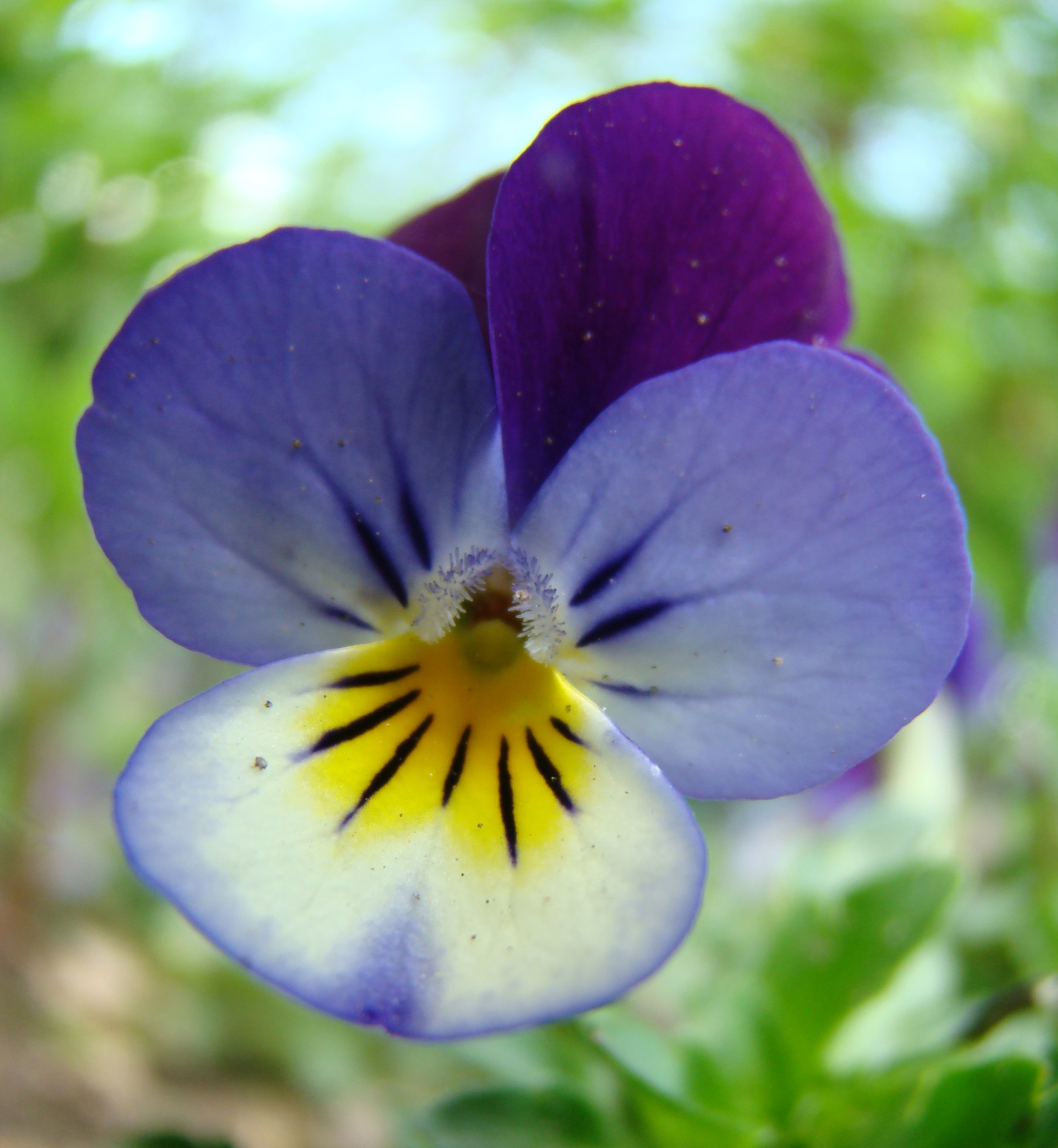
زهرة بنفسج الثالوث رمز الفكر الحر

الفكر الحر (بالإنجليزية: Freethought) هي وجهة نظر معرفيّة تؤكد أن الآراء والمواقف التي تتعلق بالحقائق يجب أن تتشكل فقط على أساس المنطق والعقل والمنهج التجريبي وليس اعتمادًا على التقليد والعقائد والأفكار المسبقة. يُعرِّف قاموس أوكسفورد الإنجليزي المُفكر الحر بأنه الشخص الذي يُكوِّن أفكاره وآراؤه الخاصة بدلًا من تبني أفكار الآخرين وآرائهم خصوصًا فيما يتعلق بالدين، ويرتبط الفكر الحر بقوة برفض المعتقدات الاجتماعية أو الدينية التقليدية. ويُعرف التطبيق المعرفي للفكر الحر باسم «التفكير الحر»، ويعرف ممارسو الفكر الحر باسم «المفكرين الأحرار»، ويعتبر المفكرون الأحرار المعاصرون أن الفكر الحر هو حرية طبيعية من كل الأفكار السلبية والخادعة التي تكتسب من المجتمع.
بدأ استخدام المصطلح لأول مرة في القرن السابع عشر للإشارة إلى الأشخاص الذين شكَّكوا بالمعتقدات الدينية التقليدية أو أثاروا التساؤلات حولها. يرتبط الفكر الحر بشكل وثيق بالعلمانية والإلحاد واللاأدرية والإنسانية ومعاداة رجال الدين وانتقاد الأديان. يعرّف قاموس أوكسفورد الإنجليزي التفكير الحر على أنه «الممارسة الحرة للعقلانية في مسائل المعتقد الديني، دون مراعاة للسلطة؛ وتبني مبادئ المفكر الحر». يعتقد المفكرون الأحرار أن المعرفة يجب أن ترتكز على الحقائق والبحث العلمي والمنطق. يشير التطبيق المتشكك للعلم إلى التحرر من التأثيرات المقيدة فكريًا للانحياز التأكيدي أو الانحياز المعرفي أو الحكمة التقليدية أو الثقافة الشعبية أو الأسطورة المدنية أو التحامل أو الطائفية.

## التعريف
يُعرف المؤلف الملحد آدم لي الفكر الحر بأنه تفكيرٌ مستقل عن الدين والتقاليد والعقائد الراسخة والسلطة، ويعتبره مظلة واسعة أكثر من الإلحاد الذي يحتضن أنواع مختلفة من الأفكار غير التقليدية والنقدية. من جهته يلخص الفيلسوف وعالم الرياضيات البريطاني ويليام كينغدون كليفورد في القرن التاسع عشر مبادئ الفكر الحر في مقالته أخلاقيات الإيمان بقوله: من الخطأ أن نصدق دومًا أي شيء بناءً على أدلة غير كافية. أصبحت هذه المقالة عند نشرها في عقد السبعينيات من القرن التاسع عشر علامةً فارقة في تاريخ العلم، وكان كليفورد نفسه منظمًا للمؤتمرات والتجمعات الفكرية، وهو المؤسس الحقيقي لمؤتمر المفكرين الليبراليين الذي عقد عام 1878.
يعتقد أصحاب التفكير الحر أن الظواهر الخارقة للطبيعة غير مدعومة بأدلة كافية، ووفقًا لمنظمة التحرر من الأديان فإنَّ أصحاب التفكير الحر لا يؤمنون بمبادئ الكتاب المقدس والعقائد الدينية المسيحية، ويعتبرون العقيدة ليست ضمانة كافية للوصول للحقيقة، وأن المزاعم الدينية لم تصمد أمام تحديات العقل واختباراته، ويعتبرون أن الدين ليس خاطئًا فحسب، بل ضار أيضًا.

كتب الفيلسوف الشهير برتراند راسل في مقالته قيمة الفكر الحر عام 1944:
«ما يجعل الإنسان صاحب تفكير حر ليست معتقداته وآرائه، ولكن الطريقة التي يفكر بها. من يعتنق عقائد دينية لأنَّ معلميه وشيوخه ربوه عليها في صغره ففكره ليس حرًا، ولكن من يعتنق نفس هذه العقائد لأنه يجد أدلة كافية تدعمها ففكره حر مهما كانت استنتاجاته تبدو غريبة وغير مألوفة».
ويوضح راسل أيضًا أنَّ المفكر الحر وفق هذا التعريف لا ينبغي بالضرورة أن يكون ملحدًا أو لا أدريًا، بل يجب أن يتحرَّر من شيئين فقط: التقليد وسيطرة العواطف، مع التأكيد بالطبع على أنه لا يوجد أي إنسان خالٍ تمامًا منهما. من جهته يقترح فريد إيدوردس المدير التنفيذي السابق للجمعية الإنسانية الأمريكية أنه يمكن اعتبار علماء الدين الليبراليين الذين تحدوا العقائد الأرثوذكسية من أصحاب الفكر الحر بحسب تعريف برتراند راسل، كذلك يمكن ألا يكون الملحدون من أصحاب الفكر الحر، والمثال المطروح هنا هو ستالين الذي اعتنق مذهب المادية الديالكتيكية التي أرسى مبادئها كارل ماركس وجسدها من الناحية العملية لينين.

## الخصائص
لتعتبر الفكرة صحيحة بين المفكرين الأحرار، يجب أن تكون قابلة للاختبار والبرهنة ومنطقية. يميل العديد من المفكرين الأحرار إلى أن يكونوا إنسانيين، يبنون الأخلاق وفقًا لاحتياجات الإنسان، ويجدون معنى الحياة في التعاطف الإنساني (الشفقة) والتقدم الاجتماعي والفن والسعادة الشخصية والحب وتعزيز المعرفة. بشكل عام، يحب المفكرون الأحرار أن يفكروا بأنفسهم، ويميلون إلى الشك، ويحترمون التفكير النقدي والعقلانية، وهم منفتحون على المفاهيم الجديدة، ويفخرون أحيانًا بشخصيتهم الفردية. يقررون الحقيقة بأنفسهم، بناءً على المعرفة التي يكتسبونها، والإجابات التي يتلقونها، والخبرات التي لديهم، والتوازن الذي يكتسبونه إثر خبراتهم. يرفض المفكرون الأحرار الامتثال بهدف الامتثال، ويبنون معتقداتهم الخاصة من خلال النظر إلى الطريقة التي يعمل بها العالم من حولهم، ويمتلكون النزاهة الفكرية والشجاعة للتفكير خارج المعايير الاجتماعية المقبولة، والتي قد تدفعهم للإيمان بقوة أعلى، أو قد لا تفعل.

## رمزه
تعتبر زهرة الثالوث (بانسي) رمزًا راسخًا ودائمًا للفكر الحر؛ بدأ أدب الاتحاد العلماني الأمريكي استخدام هذا الرمز في أواخر القرن التاسع عشر. يكمن المنطق وراء الزهرة كرمز للفكر الحر في اسم الزهرة ومظهرها. يشتق اسم بانسي من الكلمة الفرنسيةpensée ، والتي تعني «الفكر». يُزعم أنها سُميت بهذا الاسم لأن البعض ينظر إلى الزهرة على أنها تشبه الوجه البشري، وفي منتصف الصيف إلى أواخره، تميل إلى الأمام كأنها غارقة في التفكير. تحدي الجمود الفكري الديني: تاريخ الفكر الحر، هو كتيب يرجع تاريخه إلى ثمانينيات القرن التاسع عشر، وكان يحمل هذه العبارة تحت عنوان «شارة بانسي»:
«هناك حاجة إلى شارة تعبر من أول لمحة، دون تعقيد التفاصيل، عن هذا المبدأ الأساسي لحرية الفكر الذي يناضل من أجله الليبراليون من جميع المذاهب. يبدو أن هذه الحاجة قد لباها المفكرون الأحرار في فرنسا وبلجيكا وإسبانيا والسويد، الذين تبنوا الزهرة كشارة لهم. ننضم إليهم بالتوصية بهذه الزهرة باعتبارها شارة بسيطة وغير مكلفة للفكر الحر. دع كل وطني يكون مفكرًا حرًا بهذا المعنى، يتبنى الزهرة كشارة له، ليرتديها في جميع الأوقات، كشهادة صامتة وغير مزعجة عن مبادئه. بهذه الطريقة نتعرف على إخواننا في القضية، وستنتشر الحماسة؛ حتى قبل وقت طويل، فإن المستوى المرتفع لزهرة البانسي، تحت ثنايا علم الولايات المتحدة، سيثير قلوب الرجال في كل مكان كرمز للحرية الدينية وحرية الضمير».

## التاريخ

### حركة ما قبل الحداثة
ازدهر الفكر النقدي الحر في منطقة البحر المتوسط في العصر الهلنستي، وفي الحضارة الفارسية (على سبيل المثال في عهد عمر الخيام (1048-1131) عبر قصائده الشهيرة)، وفي حضارات أخرى مثل الحضارة الصينية، وصولًا لعصر النهضة والإصلاح المسيحي البروتستانتي.

### الحركات الحديثة
يعتبر عام 1600 نقطة تحول في عصر الفكر الحر الحديث، إذ كان العام الذي أعدم فيه جيوردانو برونو في إيطاليا على يد محاكم التفتيش.

#### إنجلترا
ظهر مصطلح الفكر الحر في نهاية القرن السابع عشر في إنجلترا لوصف المفكرين الذين عارضوا الكنيسة الكاثوليكية، والإيمان الحرفي بالكتاب المقدس. تركزت معتقدات أصحاب الفكر الحر على مبدأ أن الناس يمكن لهم أن يفهموا العالم من خلال التأمل في الطبيعة والنظر في قوانينها. وُثقت هذه المواقف رسميًا لأول مرة في عام 1697 من قبل وليام مولينو في رسالة أرسلها إلى جون لوك، ونشرت على نطاق واسع في عام 1713. بعدها بعدة سنوات كتب أنتوني كولينز مقالة عن التفكير الحر، هاجم فيها رجال الدين من جميع الطوائف، وتعتبر هذه المقالة التي اكتسبت شعبية كبيرة أول نداء لفكر الربوبية. بدأ نشر مجلة المفكر الحر لأول مرة في بريطانيا عام 1881.

#### فرنسا
ظهر مفهوم الفكر الحر لأول مرة في فرنسا عام 1765 عندما ضمَّن دينيس ديدرو وجان لوروند دامبيرت وفولتير مقالة عن الفكر الحر في الموسوعة الفرنسية التي كانوا يشرفون عليها. انتشرت مفاهيم التفكير الحر في أوروبا على نطاق واسع لدرجة أنه حتى البلدان النامية مثل أطراف النرويج الشمالية كان فيها علماء بارزون من أصحاب الفكر الحر بحلول القرن التاسع عشر.
كان فرانسوا جان لوفبفر دي لا باري (1745-1766) شابًا من نبلاء فرنسا، اشتهر بعد قطع رأسه وحرق جثته مع نسخة من قاموس فولتير الفلسفي. يُقال ان لا باري قد أُعدم بسبب عدم أدائه للتحية لموكب ديني كاثوليكي، لكن يبدو أن ملابسات القضية كانت أكثر تعقيدًا. اعتبر لا باري بعد هذه الحادثة أحد المفكرين الأحرار الذين أعدموا بسبب التعصب الديني المسيحي، وكرم بعد موته.

#### ألمانيا
ازداد الرفض الشعبي للكنيسة في ألمانيا خلال الفترة 1815-1848، وفي عام 1844 ظهرت أفكار الإيمان بحقوق الإنسان والتسامح الديني تحت تأثير يوهانس رونغ وروبرت بلوم، وبحلول عام 1859 أنشأ مفكرون ألمان اتحاد الجمعيات الدينية الحرة في ألمانيا، وهي منظمة للأشخاص الذين يعتبرون أنفسهم متدينين ولكن دون التقيد بأي كنيسة أو عبادة مقدسة أو مؤسسات دينية، ولا يزال هذا الاتحاد قائمًا حتى اليوم. في عام 1881 أسس لودفيغ بوشنر شركة دويتشر فريدينكربوند في فرانكفورت كأول منظمة ألمانية للملحدين واللاأدريين، ثم تبعتها منظمات أخرى في السنوات اللاحقة. تراجعت المنظمات ذات الطابع البرجوازي بعد الحرب العالمية الأولى، وانتشرت جماعات البروليتاريا لتصبح فيما بعد أحزابًا اشتراكية. وتخلى أكثر من 2,5 مليون ألماني معظمهم من مؤيدي الأحزاب الاشتراكية الديمقراطية والشيوعية عن انتمائهم للكنيسة.

#### بلجيكا
دافعت الجامعات البلجيكية وعلى رأسها جامعة بروكسل عن حرية الفكر النقدي والفلسفة الأخلاقية، ورفضت الإذعان لسلطة الكنيسة والدولة.

#### كندا
أسس عدد قليل من العلمانيين أول منظمة علمانية معروفة ناطقة باللغة الإنجليزية بكندا في عام 1873 وهي جمعية تورونتو لفريتهوت. أعيد تنظيم هذه الجمعية في عام 1877 ومرة أخرى في عام 1881 وغُيِّر اسمها إلى جمعية تورونتو العلمانية، وشكلت نواة الاتحاد العلماني الكندي الذي تأسس في عام 1884 لجمع المفكرين من جميع أنحاء كندا. يبدو أن عددًا كبيرًا من الأعضاء الأوائل ينتمون للطبقة الأرستقراطية العمالية المتعلمة مثل ألفريد إف جوري وجي إيك إيفانز وجي ليفينغستون. أصبح الرئيس الثاني لجمعية تورنتو فيليبس ثومبسون شخصية محورية في حركات العمل والإصلاح الاجتماعي في المدينة خلال ثمانينات القرن التاسع عشر، ويمكن القول إنه كان يعتبر المفكر العمالي الأقدم في كندا في أواخر القرن التاسع عشر.

#### هولندا
في هولندا، كان الفكر الحر موجودًا بشكل منظم منذ إنشاء دي داغراد (المعروفة الآن باسم دي فغايه خداخته، أو جمعية المفكرين الأحرار الفكر الحر) في عام 1856. وكان من بين الأفراد البارزين الذين شاركوا فيها في القرن التاسع عشر يوهانس فان فلوتين، ومولتاتولي، وأدريان غيرهارد، ودوميلا نيووينهويس.
في عام 2009، أسس فرانس فان دونغن الحزب العلماني الملحد، الذي يتبنى وجهة نظر متحفظة إلى حد كبير تجاه الدين والتعبيرات الدينية العامة.
منذ القرن التاسع عشر، أصبح الفكر الحر في هولندا معروفًا بشكل أكبر كظاهرة سياسية من خلال ثلاثة تيارات على الأقل: التفكير الحر الليبرالي، والتفكير الحر المحافظ، والتفكير الحر الكلاسيكي. بعبارة أخرى، تميل الأحزاب التي تُعرّف على أنها أحزاب فكر حر إلى تفضيل المقاربات غير العقائدية والعقلانية لأيديولوجياتها المفضلة، وظهرت كبدائل علمانية لكل من الأحزاب المتحالفة دينياً وكذلك الأحزاب المتحالفة مع العمال. وكانت الموضوعات المشتركة بين الأحزاب السياسية ذات التفكير الحر هي «التحرر» و«الحرية» و«الفردانية».

#### سويسرا
مع إدخال الضرائب الكنسية إلى الكانتونات في سبعينيات القرن التاسع عشر، بدأ معادو رجال الدين بتنظيم أنفسهم. ونحو عام 1870، تأسس «نادي المفكرين الأحرار» في زيورخ. وأثناء النقاش حول قانون كنيسة زيورخ في عام 1883، اقترح الأستاذ فريدريش سالومون فوغلين وعضو مجلس المدينة كونز الفصل بين الكنيسة والدولة.

#### تركيا
في السنوات الأخيرة من الدولة العثمانية، بدأ صوت الفكر الحر يصبح مسموعًا من خلال أعمال شخصيات بارزة مثل أحمد رضا، وتوفيق فكرت، وعبد الله جودت، وقلج زاده حقي، وجلال نوري إلري. أثر هؤلاء المفكرون على الفترة المبكرة للجمهورية التركية. وكان مصطفى كمال أتاتورك - المشير الميداني، ورجل الدولة الثوري، ومؤلف ومؤسس الدولة القومية التركية العلمانية، أول رئيس لها منذ عام 1923 حتى وفاته في عام 1938 - يمارس أفكارهم. وأجرى العديد من الإصلاحات التي أدت إلى تحديث البلاد. تشير المصادر إلى أن أتاتورك كان مشككًا دينيًا ومفكرًا حرًا. وقد كان ربوبيًا غير عقائديّ أو ملحدًا، وكان معاديًا للدين ومعاديًا للإسلام بشكل عام. ووفقًا لأتاتورك، لا يعرف الأتراك ماهية الإسلام حقًا ولا يقرأون القرآن. يتأثر الناس بالجمل العربية التي لا يفهمونها، وبسبب عاداتهم يذهبون إلى المساجد. وعندما يقرأ الأتراك القرآن ويفكرون فيه فإنهم يتركون الإسلام. ووصف أتاتورك الإسلام بأنه دين العرب في عمله الخاص بعنوان واتانداش إيتشن مدني بيلغيلر من خلال آرائه النقدية والقومية.
تأسست جمعية الإلحاد (Ateizm Derneği)، أول منظمة ملحدة رسمية في الشرق الأوسط والقوقاز، في عام 2014. وتعمل الجمعية على دعم الأشخاص غير المتدينين والمفكرين الأحرار في تركيا الذين يتعرضون للتمييز على أساس آرائهم. وفي عام 2018، أفادت بعض وسائل الإعلام أن جمعية الإلحاد (أتيزم دارني) ستغلق أبوابها بسبب الضغط على أعضائها وهجمات وسائل الإعلام الموالية للحكومة، لكن الجمعية نفسها أصدرت توضيحًا مفاده أن الأمر ليس صحيحًا وأنها ما زالت نشطة.